# Ritratto di Paulette Jourdain
Ritratto di Paulette Jourdain è un dipinto a olio su tela (100 x65 cm) realizzato nel 1919 dal pittore italiano Amedeo Modigliani.
Fa parte della collezione Hermanos di New York.